# 坂上忍
坂上 忍（さかがみ しのぶ、1967年〈昭和42年〉6月1日 - ）は、日本の俳優、タレント、演出家、映画監督、司会者、コメンテーター、エッセイスト、ロック歌手、YouTuber。東京都杉並区出身。杉並区立荻窪中学校卒業。

## 略歴
4歳上の兄（元子役で現在は映画プロデューサーの坂上也寸志）が劇団に入っていたところ、九州から上京した父方の祖母が亡くなったときに忍が閉じこもりがちになったため、劇団で友達を作らせた方がいいとの教育方針で、2歳8か月で劇団若草（たまたま家から歩いて5分の所にあった）に所属した。テレビドラマの子役としてデビュー。石井ふく子プロデュース作品などで頭角を現し、当時世間では「天才子役」と評されていた。
しかし家庭面では、競艇狂いの父親の勝也（坂上精一郎名義の小説『歳月のかたみ』を代表作とする作家、2012年没）が出版社経営に失敗しての倒産、ギャンブル癖もあり借金を抱える。杉並区立桃井第三小学校の高学年時から杉並区立荻窪中学校時代にかけて暴力団が自宅まで借金の取立てに押しかける環境で育つ。15歳の時に両親が離婚。母親に引き取られるも、母親が父親の連帯保証人だったため、中学までで辞める予定が、1億円以上の借金返済のため子役の仕事を続ける。坂上だけでなく、母も仕事を3つ掛け持ちし、昼夜問わず働いた。有名人ゆえに苦悩があり、自殺を考えたことが100回以上ある。14歳の時に個人事務所を立ち上げ、中学卒業後もテレビ・映画・舞台などで活躍する。芸能活動で卒業に必要な日数を出席するのが困難と判断して東海大学付属高輪台高等学校に入学するも、入学式初日に体育館で取っ組み合いの喧嘩をし、退場させられそのまま自主退学。
泣く芝居はできるのに、笑う芝居は著しく不得手だったため、当時はとにかく早く子役をやめたかったと語っている。
役者業から逃げる口実として1984年にロック歌手（アイドル）の道へ一時転身するも、今度は取材の多さなどに苦痛を感じる。折しも尾崎豊、吉川晃司、本田恭章ら同じくロックミュージシャンが台頭した時期だった。子役イメージから抜け出すのにも苦しんだが、映画『クレイジーボーイズ』（1988年）のヤクザ役が転機になったという。
1996年、後述の不祥事に伴う半年間の謹慎期間中に父の勧めで小説『みのつく女』を執筆・刊行した。この題名は「名前に"み"がつく女」という意味で、坂上自身がそのような女性と交際することが多かったことに由来する。
1997年に『30 thirty』で初めて映画監督を務める。2000年に監督第2作『THE Junk Food Generation』を、2004年11月に監督第3作『John and Jane Doe』を発表した。
2005年6月4日に構成・演出を務める演劇集団「コントレンジャー・オニオンスライス」を旗揚げした。
2009年6月1日、芸能スクール・アーティストの発掘・育成プロダクション「アヴァンセ」キッズアクタープロダクションを開校。それと並行でネオモデルタレントスクールの特別講師も担当している。
2012年、フジテレビ『笑っていいとも!』内のコーナー「行列のまったくできない人生相談所」へ出演した際に「ブスは嫌い」と毒舌を吐いたことがきっかけでバラエティ番組の出演が相次ぐようになり、ニホンモニター社「2014上半期タレント番組出演本数ランキング」では、出演番組数216番組・総合16位となった。
2014年4月1日より、『笑っていいとも!』の後番組として放送開始された『バイキング』の月曜MCに就任。番組開始から1年間は総合MCが不在だったが、翌年2015年3月30日から総合MCに抜擢され、名実ともに「フジテレビのお昼の顔」となった。
『有吉ゼミ』の企画「坂上忍、家を買う。」「坂上忍、家を建てる。」で千葉県内に土地を購入。2015年に新居が完成した。毒舌で先にブレイクしていた有吉弘行とマツコ・デラックスと、肩を並べたという見方の報道も増えた。
2019年4月に週刊女性PRIMEが20～30代の女性200人を対象に行った、
「この人は嫌！ 上司にしたら最悪な芸能人」というお題のアンケート調査では1位だった。
2020年4月17日午後に自身のブログにて、新型コロナウイルスの緊急事態宣言発令から解除までにおける個人としての収入全てを、何らかの形で寄付する宣言をした。
2021年3月、YouTubeチャンネル「坂上家のチャンネル」を開設。
2022年4月4日に動物保護ハウス「さかがみ家」をオープンさせる。これに伴い4月1日を以て『バイキングMORE』を卒業。
2023年9月下旬に一般女性と再婚した。

## 不祥事
- 1995年1月14日の深夜1時30分、仕事仲間の俳優宅でのパーティーから自家用車で帰宅途中、飲酒運転の上に世田谷区内の道路脇の電柱に激突。コンクリートの電柱を根元から折るという器物損壊事件を起こした[23][45]。その後、車中から姿を見せた坂上は、一目で泥酔状態と判る千鳥足だった[45]。「救急車を呼びましょうか？」と言われ一時はそこで待機していた坂上だったが救急車の姿が見えた途端、坂上は大破した車に再び乗り込み逃走。約50メートル前方に駐車してあった車にぶつかっても構わずに走り去ってしまった。数台のパトカーが坂上の車を追跡。約20分間のカーチェイスの末に事故現場から1.5キロ離れた環状7号線沿いでようやく停車。酒気帯びより1ランク上の酒酔い運転による道路交通法違反の現行犯で警視庁北沢警察署に逮捕された[45][46][47]。このとき坂上の車には女優の山本未來が同乗していたため、恋愛スキャンダルとしても報じられた[45]。

## 人物

### 家族
- 父親の勝也は福岡県大牟田市出身（本籍は熊本県玉名郡小天村（現在の玉名市））で業界紙の記者だったが小説家になるために新聞社を退職し、出版社を立ち上げた[48]。母親は山形県山形市出身[49]、東京都新宿区歌舞伎町で飲食店「ザ・テレビジョン」を経営している[10]。
- 私生活では2001年に元客室乗務員の女性と結婚するも、2003年に離婚した事を同年放送のバラエティ番組「踊る!さんま御殿!!」(日本テレビ)にゲスト出演した際に公表した。離婚理由として、仕事の忙しさから来るすれ違いや、過剰なまでの潔癖症、10代の頃から競艇場へ通い続けるといった坂上のギャンブル好きも挙げられていた。坂上自身が当時の妻に物凄く惚れており、欲する物を全て値段を考慮せず買い与え尽くしていた。とある朝、リビングへ行くと妻が高級家具に囲まれブランド品のカタログを眺めており、その姿を見て「この人は違う世界で生きる人間なんだ」と目が覚めたとのこと。「離婚する人間には自分も含めて欠陥がある」との持論を持つ[50]。2014年2月4日放送のテレビ朝日系『ロンドンハーツ』にて、益若つばさに対し「離婚した人間は欠陥がある」「楽屋が隣なのに挨拶に来なかった」などと痛烈な批判を浴びせた[51]。
- 2023年10月、坂上どうぶつ王国にて14歳年下の一般女性と9月下旬に再婚していたことを発表。

### 交友
- 子役時代に周りの大人たちから構われず、放置された。しかし長山藍子は、坂上が嬰児のころから出会った縁で[52]、坂上のことを「しーちゃん」と呼んで、食費を持っていない坂上に対して自分の食事を食べさせるなど可愛がっていた。今でも坂上自身は彼女のことを「母さん」と呼んで慕っている[53][54]。
- 自身が「先生」と呼ぶのは、橋田壽賀子・石井ふく子・ジェームス三木の3人と決めて、あとは学校の先生だけと公言したことがある[55]。
- 火野正平とは16歳の頃からの付き合いがあり[56]、坂上にとって特に影響を受けた人物となっている[57][58][59]。2025年には、『にっぽん縦断 こころ旅』 2024年秋の旅 （NHK BS）の第10週・熊本県で、火野のピンチランナーを務めた[60]。
- 坂上が毒舌キャラでブレークしたのは、青少年時代に役者を辞めることも考えた坂上に対して映画監督の相米慎二から「お前は宇宙人だ、何を考えているのかわからない」「役者は決まったセリフでするんじゃない。自分で考えろ」と言われて、役者としての面白味に目覚めたからであり、現在でも坂上は相米に言われたことを意識している[61]。相米の映画『ションベン・ライダー』で共演、デビューした1歳下の永瀬正敏は、撮影時に先輩風を吹かすことがなく一緒の目線でやってくれたと、坂上へ感謝の気持ちを持っている[62]。
- 3歳上の近藤真彦と1985年に『ニッポン親不孝物語』で兄弟役で共演した際に、演技で近藤から本気の平手打ちを受け、これに怒った坂上が帰った逸話がある[63]。
- NHK作品では1990年の大河ドラマ『翔ぶが如く』の[64]、演出家のある一人から評価を受けて以降、時代劇・現代劇を問わず彼の出演依頼を受け続けた。
- 1991年の映画『就職戦線異状なし』で一緒だった的場浩司（1学年下）とは、たびたびバラエティ番組などで共演している[65]。撮影時、金子修介監督から主演の織田裕二（同い年）へダメ出しはなく、逆に芸歴が長い坂上へは「もうちょっと芝居しないで」と指示があった。時代が変わると感じ、以降は極力、芝居をしていないようにやらないといけないと考えたとのこと[66]。織田とは2018年10月1日に、自身がMCを務める『FNS番組対抗オールスター秋の祭典 目利き王決定戦』で久々の共演もした[67][68][69]。
- 芸能人として無気力だった坂上は準レギュラーとして出演していた1994年のクイズ番組『クイズ!年の差なんて』[70]で司会の桂三枝から、「芸能人はお笑いをとって、ナンボでっせ」とアドバイスを受けたが、当時の坂上はそれをまともに受け止めずに無視した。後年にブレークした坂上は三枝に対して、当時のことを詫びて謝罪した[71]。共演者だった藤村俊二からは逆に、「今の（まま）でいいんだよ、無理だけはしちゃダメなんだよ」との助言もあった[72]。『CLUB紳助』を視聴していた際、司会の島田紳助の「番組に出てただ座っているヤツが許せへん。出たくても出れないヤツがいっぱいおるのに」という言葉に衝撃を受け、その後バラエティ番組の出演機会は積極的に話すようにしていったという[73][74]。
- 1998年の舞台「おもろい女」に出演した際、演出を担当した喜劇役者の三木のり平から、人生に大きな影響を受けた[75]。
- 『バイキング』をきっかけに、小仲正重[70]が指揮する多数の番組でMCを務めるようになる。月曜MCのオファーが2013年12月頃に来た際に坂上は迷ったが、その頃対談した大竹まことの「俺たちはその時呼ばれたところが自分の居場所になるんだよ」との言葉で、引き受ける決断をしたと語る[73]（競艇で大負けしたことも理由の一つに挙げている[76]）。
- 俳優志望だった武井情（タレントの武井壮の兄）を付き人として雇ったが、病により24歳の若さで亡くなる。以降、「（彼以上には）愛情を注げない」という理由から付き人をつけていない[77][78]。永島知洋（お笑いコンビお先にどうぞの元ツッコミ）はピン芸人を経て「アヴァンセ」に所属し、坂上の競艇番組・イベントでMCを務めたり、俳優としても多く共演してきている。
- 野々村真とは1985年のドラマ『ポニーテールはふり向かない』で共演[注釈 3]して以来の親交があり[79][80]、2014年から『バイキング→バイキングMORE』（月曜日）で2022年の番組終了まで共演、同時に坂上は野々村のことを「マコちゃん」と呼んでいる[81][82]。他に20年来の親友として金山一彦もいる[83]（この2人は、坂上が若い頃に作った草野球チーム「坊主」に所属していた[84]）。
- ものまねタレントのコロッケと親交がある一方、坂上はプライベート時間を妨害してくる彼の事が苦手とも述べている[85]。劇団若草の先輩に水島裕らがいる[86]。2003年に『銀座まんまんなか!』で共演して以降、市川左團次とも親交があった[59][87][88]。
- お笑い芸人ではサンドウィッチマンと『バイキング』『坂上・サンド東北旅』『坂上どうぶつ王国』などで共演してきた。吉本興業所属の芸人との共演が多く、2014年時点で東野幸治[89]、小籔千豊、ブラックマヨネーズの吉田敬、極楽とんぼの加藤浩次と親交があった[90]。加えて、博多大吉のことも好きと公言している[91][92]。年上芸人では、『有吉ゼミ』でも共演するレッド吉田と仲が良い[93]。ヒロミとは古くから親交があり[94][95]、バラエティの仕事が増えた際に相談した間柄である[96]。とんねるずとの共演は非常に少なく、木梨憲武とはフジテレビ系『憲武、フミヤ、ヒロミが行く! キャンピングカー合宿』（2015年6月13日、2016年6月12日放送）のみで（プライベートでは若い頃に世話になっていた[52]）、石橋貴明とは未だに共演がない。
- 2017年1月に、2016年の路線変更後の『バイキング』や、『好きか嫌いか言う時間』といった討論番組のMCぶりに対して「中立な立場で発言[97]」「いつもフラット[98]」との好印象を持ったとされる歌手のASKAから、（それまで面識がなかったが）食事に誘われて応じた[99][100][101][102]。
- フジテレビアナウンサーの榎並大二郎とは、『バイキング』（2015年4月から2020年9月まで全5曜日）のほか『直撃!シンソウ坂上』、2025年からは『坂上どうぶつ王国』でも共演し続けてきた[103]。
- 2022年4月オープンの動物保護ハウス「さかがみ家」の立ち上げメンバーには、小野真弓、古山憲太郎、桑原みずき、お宮の松、佐藤真瑚、嘉門洋子らが含まれ、中には坂上が演出した舞台の出演経験者もいる[104]。

### 子役の育成
- 2012年6月17日放送の『行列のできる法律相談所』や、同年11月27日放送の『スター☆ドラフト会議スペシャル』、2013年5月3日放送の『中居正広の金曜日のスマたちへ』などで「アヴァンセ」キッズアクタープロモーション所属の生徒達に厳しく指導している背景が放送された。坂上はこれに関して、自身が子役だった時の気持ちや矛盾などを理解していることから、スクールを開く勇気が持てたと語っている[105]。
- この厳しい指導の背景は、これまで多くの子役が大人になることで仕事を失っていくという厳しい現実を目の当たりにしてきたことや、自身が監督した映画のオーディションでの子役の画一的な挨拶・演技に対し違和感を覚えたことから、「うわべだけの芝居を教えても、将来まったく役に立たない」との思いがあり、子役に対しても大人の役者と同じ対応をとった上で「追い込んで追い込んでそれがパンって解放されたときに、多分お芝居の面白さとかっていうのは、子供でもちゃんと感じていただけると思ってる」と、その理由を語っている[106]。
- 子役指導にあたり「カッコ付けてカッコ悪いことをやりたがらない時に『ジャニーズの人たちでさえやっているんだから、もっとやれ!』と指導している」と語った[107]。

### 趣味・嗜好・特技
- 大の犬好きであり、自宅で多頭飼いしている。要介護老犬を引き取って飼っている。愛犬のために20代で都内に一軒家を購入したが、2015年に『有吉ゼミ』の企画で千葉県内に2つ目となる家を建てた[33]。犬に対する姿勢は、子役時代に共演した役者犬のトレーナーから受けた影響に加え、人生で最も飲み歩いていた時期に飼い、ちゃんと世話をすることができないまま手放し、死に目にも会えなかった愛犬（ウェルシュ・コーギー）に対する贖罪の気持ちもあるとのこと[108]。当時の出海宏平ドッグトレーナーを恩人と呼び、『徳光和夫の感動再会!逢いたい』のスペシャル番組で再会を果たした[109]。
- 父譲りのギャンブル好きに関しては麻雀愛好家としても有名で、『THEわれめDEポン』にたびたび出演している。年末にその年稼いだお金を全額競艇（主に平和島に顔を出していることが多い）につぎ込む行為[110]を20歳の頃から続けているといい、そこでお金がなくならないと勤労意欲が湧かないとのこと[111]。2015年末に競艇で6000万円を失ったことを明かしている[112][113][114]。その流れで、年末に開催されるグランプリで決勝戦当日のゲストとして招かれることが多く、2019年まではグランプリが頻繁に開催される住之江競艇場（大阪市住之江区）での決勝戦が日曜日の場合に限り、当日は大阪に滞在、翌日早朝は「おはよう朝日です」（ABC）にゲスト出演したあと、同番組の月曜日レギュラーコメンテーターである野々村真とともに東京に帰京し昼からの「バイキング」に出演していた。なお、地上波放送においては、競艇関連番組の司会・出演はないが、年数回放送される特番「坂上忍の勝たせてあげたいTV」にて競輪のGI決勝戦中継の司会を担当している。
- 喫煙者であり、1日に100本ものたばこを吸うヘビースモーカーである[115]。たばこは長年LARK・マイルドだったが、2014年の『バイキング』の司会をきっかけにアメリカンスピリットに変えた[116][117]。市販のフィルターを装着して喫煙している。近年の受動喫煙対策については、「これだけ喫煙者が迫害されてる。値段も上がってる、吸えるところも少ない」「どんだけ譲歩させれば気が済むんだ」などと酷評している[118]。健康被害を訴える浅田舞を相手に討論をした際には、女性の香水の匂いを引き合いに出して「たばこと変わらない」と批判し、最終的には「帰れ!」とはき捨てている[119]。
- たばこ税の増税にも反対しており、『バイキングMORE』（2021年9月7日放送）で自民党総裁選に出馬予定の高市早苗が出演した際には、「僕とブラマヨの吉田君はたばこ増税に反対している高市さんに頑張っていただきたい」と支持の意を示した[120]。
- 酒好きである。一番好きだった日本酒はおつまみがすすんで太るため、現在は控えている[121]。
- 食べ物の好物には、ケンタッキーフライドチキンのオリジナルチキンが挙げられる。店舗で高校時代アルバイトをしていた兄がお土産に持ち帰ってきてくれるのが楽しみでハマったが、最近は体重などを考慮して購入回数を抑制している[122]。他に、崎陽軒の炒飯弁当[123][124]や、ちくわ天うどん[125]も好物。甘い物では、あんず棒も好む[126]。逆に苦手な食べ物は、エノキタケなどを除くキノコ類全般（シイタケ[127]やナメコなど[128]）。料理は小学校3年生から作っており（両親が共働きだった当時に、温かいご飯が食べたかったことがきっかけ）[129]16歳で1人暮らしを開始しており[130]、2020年現在も忙しくとも基本は自炊としている[131]。
- 音楽では、デヴィッド・ボウイの大ファン[132]。
- 好きな女性のタイプとして、これまで挙げた著名人は、眞鍋かをり、ホラン千秋[133]、土屋アンナ[134]、小平奈緒[135]、シシド・カフカ[136]など。
- 3頭身程度のキャラクターが好きで、特にミニオンズがお気に入り[137]。
- スポーツに関しては、子供の頃から野球をやっており、20～30歳頃まで草野球も熱心にしていた[138][139]（自身のチーム「坊主」には野々村真や金山一彦が所属し、島田紳助のチームなどと対戦した[84]）。元は右利きだったが、野球をやるための矯正により左利きになった[140]。しかし、ヤクルトのホーム開幕戦の始球式では右手で投球している[141]。プロ野球では、小学生の頃からの熱狂的な東京ヤクルトスワローズのファンである。常勝球団・読売ジャイアンツのファンだった父に対して、判官贔屓的に坂上がヤクルトを兄が大洋ホエールズ（現・横浜DeNAベイスターズ）を応援するようになった[139]。対巨人戦の観戦中、巨人ファンと乱闘するなどのエピソードもある[142]。中学校時代は卓球部だった[143]。また、父親の影響で幼いころから大相撲ファンでもある[144]。

### 思想・信条
- 将来の夢について「60歳ぐらいで引退できればいいかなと思っている。子役からずっとお仕事してて、44年目なんですよね。いつまで仕事するかはわからないけど、それまではお仕事頑張って、子育て頑張って、楽しくやっていきたい」と語る[145]。
- 日本テレビ『しゃべくり007』出演時（2016年10月31日放送）、自身が総合司会を務めるフジテレビ『バイキング』の裏番組『ひるおび!』（TBS）の総合司会であるホンジャマカ・恵俊彰のことを「あの人は頭いい」と絶賛している[146]。
- わざと炎上させて話題にさせるようなテレビマンは嫌いになるとのこと。『バイキング』に猪瀬直樹がゲスト出演した際、東京都知事時代のことを聞こうと番組始まって10秒で突っ込むと、いじられるのが嫌いだった猪瀬が反発・不機嫌となり、番組で猪瀬と大喧嘩した。
- 自分に対しても他者に対しても遅刻が大嫌い[147]で「遅刻は死んでもできない」と繰り返し明言してきた[148][149][150]。しかし、ブログで坂上は自身の遅刻を4回告白している[147][151][152][153]。2025年時点では、アクアラインの状況次第では無理はしないように考え方が変わった[154]。
- 潔癖症が世間に知られるようになり、『明日使える心理学!テッパンノート』（2008年7月16日放送）では安田美沙子が坂上宅[注釈 4]の潔癖生活のリポートをしたが、坂上がルーズな安田にさまざまな注意をしていた[155]。それが元で『踊る!さんま御殿!!』では、『ルーズvs潔癖』のテーマで安田vs坂上のバトルが毎回展開されるようになった。タオルも細かく用途が分けられ、1日50枚近く使う[156]。洗濯や風呂の回数も多い。握手が苦手[157]。ただし、麻雀愛好家としても知られる坂上は「麻雀牌は不特定多数の人が触るけど、潔癖症なのに大丈夫なのかな？」との問いに、「麻雀牌だけは別」と答えている[156]。
- 2015年9月時点では安保関連法に反対の意思を表明し[158]、2018年3月時点でも護憲派を公言していた[159]。
- ネットの意見は一切見ないと公言をしている[160]。2018年4月15日放送のフジテレビ系『ボクらの時代』で、サンドウィッチマンの伊達みきおから、ネットの意見に関して質問された際に「匿名のものは見ません。こっちは顔出ししてやってるわけだから」と理由を述べ、伊達に言わせる形で「無責任なこと言うな」とネット民を批判した[161]。
- 口癖（2017年 - 2018年時点）としては、『バイキング』などで接続詞的に多用する「それこそ」がある[162][163]。
- 少なくとも2019年4月時点までは、ガラケーを使用し続けていたが[160]、写真画像のメール送信用としては既にスマートフォン（スマホ）も持たされていた[164]。2022年の動物保護ハウス「さかがみ家」起ち上げを機に、完全にスマホへ移行した[165]。

## 出演
※太字は主要キャスト

### テレビ番組

#### 現在の出演番組
レギュラー番組
- 有吉ゼミ（2013年10月7日 - 、日本テレビ）
- 坂上&指原のつぶれない店（2018年4月22日 - 、TBS） - MC[注釈 5]
- 坂上どうぶつ王国（2018年10月 - 、フジテレビ） - MC

不定期出演
- ぽかぽか（2023年2月2日・2月16日・7月6日・10月2日[166]・2024年3月8日[167]・8月5日[168]・2025年3月14日・7月3日[169]・8月18日[170]） - サブスクレギュラー（代打MC含む）
- お笑いワイドショー マルコポロリ!（2015年 - （毎年年末）、関西テレビ） - 「東野×坂上 お悩み相談」MC[114]

特別番組
- 坂上忍の勝たせてあげたいTV（2014年6月15日 - 、日本テレビ） - MC
- 実録!金の事件簿（2017年3月14日 - 、フジテレビ） - MC
- 本当のとこ教えてランキング → その道のプロが選ぶ本当のNo.1 プロフェッショナルランキング（2020年10月4日・2021年4月4日・2024年10月7日・2025年2月10日・2月20日、TBS） - MC → ご意見番
- 注文の多い初キャンプ（2023年6月4日（第6弾） - 、テレビ朝日） - レギュラーゲスト
- 坂上商店 IN 韓国 爆売れ商品買付ツアー（2024年4月6日・2025年3月2日（リピート放送あり）、日本テレビ）[171]
- 喫茶しのぶ（2024年9月28日 - 、日本テレビ） - 雇われ店長[172]
- 坂上・サンド東北旅 - MC[注釈 6]
  - 坂上・サンドのご当地BET旅in宮城（2023年3月12日、フジテレビ）[173][174]
  - 坂上サンドの東北行きあたりばっ旅 〜地元の実力見させてもらっちゃいますSP〜（2024年3月8日、フジテレビ）[175][176][177]
  - 坂上サンドの東北旅 2025〜地元民が誇りたい“会津スポット”ベスト10〜（2025年3月14日、フジテレビ）[178][179][180]

#### 過去の出演番組
レギュラー番組
- ハッチャキ!!マチャアキ（1971年10月 - 1973年3月、日本テレビ） ※坂上しのぶ名義
- おはよう!こどもショー（1972年4月 - 1977年9月、日本テレビ）
- マチャアキのシャカリキ大放送!!（1973年10月 - 1974年3月、日本テレビ） ※坂上しのぶ名義
- レッツゴーヤング（1984年 - 1985年、NHK総合）
- 森田一義アワー 笑っていいとも!（2012年4月 - 9月、フジテレビ） - 金曜コーナーレギュラー（「お昼にいいの!?ちょっと怪しい課外授業」[181]「行列のまったくできない人生相談所」）
- 得する人損する人（2013年10月10日 - 2018年3月29日、日本テレビ）
- 坂上忍の成長マン!!（2014年4月4日 - 2015年3月29日、テレビ朝日） - MC
- バイキング → バイキングMORE　(月曜MC  :2014年4月7日[182] - 2015年3月23日→月-金総合MC (バイキングMC):2015年3月30日 - 2022年4月1日、フジテレビ)[183][184]
- くりぃむクイズ ミラクル9（2014年4月16日 - 2015年4月1日、テレビ朝日）
- 坂上目線（2014年10月4日 - 12月20日、テレビ東京） - MC
- 好きか嫌いか言う時間（特番：2015年1月6日 - 2016年6月30日・レギュラー：2016年8月15日 - 2017年9月4日、TBSテレビ） - MC
- ダウンタウンなう（2015年4月17日 - 2021年3月、フジテレビ） - 「本音でハシゴ酒」ナビゲーター
- 優しい人なら解ける クイズやさしいね（2015年11月3日 - 2017年3月21日、フジテレビ） - レギュラー（坂上チーム・キャプテン）
- 坂上忍のボートレースに乾杯（2016年6月 - 2020年、スカパー!レジャーチャンネル）
- 坂上忍と○○の彼女（2018年1月13日 - 2018年3月17日、日本テレビ） - MC
- おしゃべりオジサンと怒れる女 → おしゃべりオジサンとヤバい女（ - 2018年9月29日、テレビ東京） - MC
- 1番だけが知っている（2018年10月15日 - 2020年3月9日、TBS） - MC
- 直撃!シンソウ坂上（2018年4月19日 - 2020年9月17日・特番 : 2021年3月25日、フジテレビ） - MC

準レギュラー・不定期出演
- クイズ!年の差なんて（フジテレビ） - 準レギュラー[70]
- 前略ヒロミ様 （フジテレビ） - 準レギュラー
- 教訓のススメ → してみるテレビ!教訓のススメ（2013年11月3日 - 2015年3月20日、フジテレビ） - 準レギュラー
- アウト×デラックス （2013年4月4日 - 、フジテレビ） - 準レギュラー
- 天才!志村どうぶつ園（日本テレビ） - コーナーレギュラー
- ノンストップ! （フジテレビ） - 不定期出演
- サンデージャポン（TBSテレビ） - 不定期出演
- にっぽん縦断 こころ旅 2024年秋の旅 第10週 熊本県（NHK BS） - ゲスト旅人（火野正平のピンチランナー）[60]

特別番組（シリーズ）
- サンバリュ「バカリ・山里・若林と坂上忍の日本の怒り呑み込みます!」（2014年2月16日） - MC[注釈 7][185]
  - ヨロシクご検討ください（2014年10月7日 - 2017年4月10日、日本テレビ） - MC[注釈 8][186]
- 芸能人ですよ旅（2014年6月8日（サンバリュ）・8月30日・2015年4月6日・10月5日、日本テレビ） - MC
- 忍24時（2014年6月22日（サンバリュ）、11月1日、2015年8月22日、2016年4月28日、9月29日、2017年3月29日、9月21日、日本テレビ） - MC[187]
- 芸能人のみなさん!時効ですよ（2014年10月5日・2015年1月11日、中京テレビ） - MC[注釈 9][188][189]
- ホントにすごい雑学〜今夜、衝撃映像で証明します〜（2014年10月21日、フジテレビ） - MC
  - 坂上忍のホントにすごい雑学2（2015年4月5日、フジテレビ） - MC
- 坂上ジュニアの日本キケンばなし（2014年11月25日、フジテレビ）- MC
  - 坂上ジュニアの日本アブナいいね!大賞（2015年3月21日、フジテレビ） - MC
- 知力 VS 運力 VS 予言力! スカパー!160ch横断 未来予想クイズ（2015年9月20日、12月26日、2016年6月5日、10月30日、BSスカパー!） - MC
- 日本アカデミー賞（2016年3月4日 - 2022年3月11日、日本テレビ） - スタジオMC
- 怒りの追跡バスターズ（2016年11月2日 - 2021年12月1日、TBS） - MC（追跡バスターズ1号）
- FNN報道特別番組 日本を襲う巨大地震 忘れていないか3.11（2017年3月11日、フジテレビ） - MC
  - FNN3・11報道特番 その避難は正解か!?（2018年3月11日、フジテレビ） - MC
  - 東日本大震災10年。私たちは…わすれない。3.11特別編バイキング×イット!（2021年3月11日、フジテレビ） - MC（バイキングパート）
- 1番だけが知っている（2017年4月12日 - 2018年5月9日、TBS） - MC
- 坂上&指原のつぶれそうなのにつぶれない店（2017年6月10日、10月24日、TBS） - MC （レギュラー番組化）
- 坂上忍と○○の彼女（2017年9月17日（サンバリュ）・12月19日（プラチナイト）・2018年3月18日、フジテレビ） - MC
- スーパープレミアム（NHK BSプレミアム）
  - 医師の闘病から読み解く がんを生きる新常識（2017年9月23日・2019年2月17日） - MC
    - 医師の闘病から読み解く〜働き盛りに死なない新常識〜（2019年9月28日） - MC
- FNS番組対抗!オールスター春秋の祭典スペシャル（2017年10月2日 - 2020年3月28日、フジテレビ） - MC
- 日曜ビッグバラエティ「坂上忍のピカピカ団」（2017年12月10日・2018年3月25日、テレビ東京）
- バイキング・ザ・ゴールデン（2017年12月29日・2018年12月28日、フジテレビ） - MC
- おしゃべりオジサンと怒れる日本人（2018年10月2日、BSテレビ東京）
  - おしゃべりオジサン ヤバイ・オブ・ザ・イヤー2019（2019年1月3日、テレビ東京）
- ニッポンの酒（テレビ朝日系列）
  - 坂上・羽鳥のニッポンの酒（2018年12月29日）
  - 坂上・橋下のニッポンの酒（2019年12月27日）
  - 坂上・古舘・宇賀のニッポンの酒（2020年12月30日）
  - 坂上・良純・宇賀のニッポンの酒（2021年12月28日）
  - 坂上・古田・宇賀のニッポンの酒（2022年12月29日）
- 坂上くんが試してみた!!通販☆家事スクール（2020年10月11日 - 2023年5月7日、テレビ朝日） - MC

特別番組（単発）
- 坂上忍の賞金女王って何!?（2013年12月10日、BSスカパー!）
- サンバリュ（日本テレビ）
  - 東京メモリーズ 〜あの時あの街であの仲間と〜（2014年2月9日） - MC
  - ザ!人間性ダービー（2014年11月2日） - MC
  - 坂上忍のハンカチ世論調査（2015年10月18日）
  - 坂上忍の天国か?地獄か?〜人生崖っぷち!運命の一戦〜（2017年11月19日）
- お悩みハレルヤ（2014年3月22日、フジテレビ） - MC
- 坂上忍のバカンス♪～沖縄で年貢おさめちゃうかも旅～（2014年8月17日、日本テレビ）[190]
- 上沼恵美子とドン底を経験した芸能人! 〜離婚、病気、ここまでぶっちゃけましたSP〜（2014年9月20日、関西テレビ） - MC
- 話題になりそうな夜（2014年10月10日、フジテレビ） - MC
- 2014→2015 ツキたい人グランプリ〜ゆく年つく年〜（2014年12月31日 - 2015年1月1日、フジテレビ） - MC
- 緊急SOS なぜ あなたは消えた!?謎の行方不明者 テレビ大捜索SP[191]（2015年1月18日、フジテレビ） - MC
- SONGS デヴィッド・ボウイ 〜坂上忍 極私的ボウイ論〜（2015年3月7日、NHK総合）
- 新発見!TV大事件50年史運命を変えた衝撃の瞬間（2015年4月3日、フジテレビ） - MC
- スパニチ!!「日本を今一度洗濯し候。」（2015年6月14日、TBS） - MC
- 坂上忍のホンネJAPANが行く!!香港＆マカオ（2015年6月16日、フジテレビ） - MC[192]
- FNS27時間テレビフェスティバル!（2016年7月24日、フジテレビ） - MCリレー
- クイズ!オトナvsこども（2017年8月5日、フジテレビ） - MC
- 内村と坂上の21世紀職人!!（2017年9月13日、フジテレビ） - 財布こじあけマスター
- 坂上忍と大激論!ニッポンの危機（2017年10月27日、フジテレビ） - MC
- 別顔発表会（2017年11月18日・2018年4月9日、テレビ東京） - MC
- 坂上忍のどうぶつ珍プレー好プレー大賞（2017年12月19日、フジテレビ） - MC
- ニッポンよ!セカイを倒せ!フジヤマ 日本のNO.1vs世界のNO.1（2018年1月1日、フジテレビ） - MC
- 坂上探検隊（2018年1月27日[193]、フジテレビ） - MC
- 24時間テレビ41「愛は地球を救う」（2018年8月25・26日、日本テレビ） - スペシャルサポーターの一人
- 上沼恵美子×坂上忍の東西べしゃり歌合戦（2019年11月1日、フジテレビ） - MC
- 1000人が本気で選んだ!激カワ!感動!爆笑!新春どうぶつ映像アワード（2020年1月1日、フジテレビ） - MC
- モノマネ旅 坂上忍×坂上モノマネ芸人が熱海でドタバタ珍道中!?（2022年3月13日、フジテレビ）[194]
- コドモがオトナを本気にするテレビ「Oh!特注～る」（2022年10月8日、フジテレビ）[195] - 見届けオトナ
- 坂上忍の沖縄フューチャージャーニー（2022年11月26日、琉球朝日放送）
- 坂上どうぶつ王国presents クイズ!年の差だよね[70]（2023年11月10日、フジテレビ） - MC
- 坂上くんVS偏愛さん（2024年1月14日、テレビ朝日）[196]
- 酒呑み忍旅in韓国全羅北道 韓国の美食新名所でマッコリ片手に食い倒れツアー!（2024年6月24日、フジテレビ）[110][197]
- 坂上忍のゴールドラッシュ（2025年1月25日、フジテレビ）[198]
- 昭和平成の名場面45選 あの人ビフォーアフター（2025年4月1日、フジテレビ） - MC[199][200][201]

### インターネット番組
- 坂上忍流ディープな夜遊び（2017年1月27日 - 6月9日、Amazon Prime Video[202]）- MC
- デマ投稿を許さない（2022年5月4日- 7月6日・11月16日 - 2023年1月25日、ABEMA）- MC[203]
- 坂上忍のボートレース魂（2022年7月8日 - 2023年8月5日（全5回）、BOATCAST（公式ボートレースWeb映像サービス））- MC
- 坂上忍の本気(マジ)カジノ（2023年6月29日、ABEMA）

### テレビドラマ
- レモンの天使 第20話「明日は日本晴れ」（1972年2月14日、フジテレビ/東宝） - 入院患者の父親の息子役
- 水曜ドラマシリーズ / 下町かあさん（1972年、フジテレビ）
- 連続テレビ小説（NHK総合）
  - 藍より青く（1972年）[204]
  - ほんまもん（2001年 - 2002年） - 田渕先生 役
- ありがとう（TBS）
  - 第2シリーズ 第3話（1972年2月10日） - 扁桃腺が腫れた子供 役
  - 第3シリーズ（1973年 - 1974年） - 君野善吉 役
- 東芝日曜劇場（TBS）
  - 第837回「二人だけの道－その2－」（1972年） - 鉄平 役[205]
  - 第843回ほか「女と味噌汁 その25-27」（1973年）
  - 第868回「母の夏」（1973年）
  - 第924回「風前の灯」（1974年）[206]
  - 第938回「愛すれどいのち哀しく」（1974年）
  - 第956回「女と味噌汁 その31」（1975年）
  - 第983回「誰も知らない愛」（1975年） - 津山亘 役[207]
  - 第1010回「おんなの家(5)」（1976年）
  - 第1041回「おんなの家(6)」（1976年）
  - 第1100回 - 1105回記念番組「愛と人間」（1976年） - 清太郎 役
  - 第1255回「朝の台所 その2」（1980年）
  - 第1279回「朝の台所 その3」（1981年）
- 顔で笑って 第24話「ママどこへ行ったの?」（1974年3月15日、TBS） - 大熊大八 役
- 傷だらけの天使 第1話「宝石泥棒に子守唄を」（1974年10月5日、日本テレビ） - タケシ 役
- あたしのものよ（1974年、TBS） - 栗山長一 役
- たんぽぽ（日本テレビ）
  - 第2シリーズ（1975年） - 孝 役
  - 第3シリーズ（1976年） - 関本弘 役
  - 第4シリーズ（1977年） - 戸村孝 役
  - 第5シリーズ（1978年） - 野中孝 役
- 赤い疑惑 第15話「秘密を知った娘・幸子」（1976年） - いそべあきら（白血病の少年）役
- 赤い運命 第12話「父がひとり涙する時」（1976年） - ツトム（白百合園から引き取られる少年）役
- 銀河テレビ小説（NHK総合）
  - となりの芝生（1976年） - 高平太郎 役
  - 姉さんは腕まくり（1980年）- 稔 役
  - 男が家を出るとき（1985年） - 南郷智 役
  - 名古屋ラブソング（1987年）- 一ノ宮良 役
- 夜明けの刑事（TBS・大映テレビ）
  - 第83話「山口さんちのツトム君誘拐事件」（1976年） - 山口ツトム 役
  - 第94話「ショック!UFOに乗った殺人者」（1976年）- 圭太 役
- 新・二人の事件簿 暁に駆ける 第29話「約束」（1977年、NET）
- ブラザー劇場 / パパは独身 第21話「友情は春風にのって」（1977年、TBS） - 光夫 役
- 見知らぬ客（1978年、NHK大阪）
- 土曜グランド劇場（日本テレビ）
  - 貝がらの街（1978年、日本テレビ） - 佐川太郎 役
  - 天まであがれ!（1982年） - 和田順一 役
  - 天まであがれ!2（1983年） - 松本大輔 役
- ふしぎ犬トントン（1978年 - 1979年、フジテレビ） - 主演・タロー 役
- 月曜スター劇場（日本テレビ）
  - かたぐるま（1979年） - 田代光夫 役
  - かたぐるまII（1980年） - 石黒充 役
  - かたぐるまIII（1981年）
- ライオン・スペシャル・ドラマ 太陽は沈まず 海よ!小さな戦士の歌を聞け（1980年2月26日、日本テレビ） - 主演
- 加山雄三のブラック・ジャック 第4話「えらばれたマスク」（1981年、テレビ朝日、松竹、加山プロモーション）
- 出逢い（1981年、TBS） - 周太 役
- 火曜サスペンス劇場（日本テレビ）
  - ママに殺意を（1981年11月17日） - 小杉正実 役
  - 遺書を送った女（1983年5月31日、ヴァンフィル） - 高沢啓輔の長男 役
  - 二人の女（1983年12月27日、円谷プロダクション） - 英助 役
  - 暗い窓 昼と夜ふたつの顔を持つOL（1985年3月12日、東宝映像）
  - 森村誠一の電話魔（1990年3月、日本映像）
  - 逆転有罪（2000年2月22日） - 布施陽一 役
  - 箱根湯河原温泉交番2（2004年） - 小林悟 役
  - 軽井沢ミステリー7・巣づくり（2005年） - 広瀬耕太郎 役
- 木曜ゴールデンドラマ（日本テレビ）
  - 運命の殺意 北信濃母子心中（1982年） - 堀田徹 役
  - 嫁と姑の終りなき争い（1982年）
  - わが子にぶつかれ!（1985年）
  - 女の旅路（1987年）
- せーの!（1982年 - 1983年、日本テレビ） - 椿健 役
- 月曜ワイド劇場（テレビ朝日）
  - 子供たちの復讐 開成高校生殺人事件（1983年） - 息子 役
- 特捜最前線 第344話「幻の父・幻の子!」（1983年、テレビ朝日）　- 小山内務 役
- 中卒・東大一直線 もう高校はいらない!（1984年、TBS） - 磯田元 役
- 風の中のあいつ（1984年、日本テレビ） - 勝又洋介 役
- 月曜ドラマランド（フジテレビ）
  - 元祖おじゃまんが山田くん（1984年） - 主演・山田のぼる 役
  - 女だらけ（1987年）
- ニッポン親不孝物語（1985年、日本テレビ） - 大川真吾 役
- 刑事物語'85 第1話「殺意のいたずら電話」（1985年、日本テレビ）
- ポニーテールはふり向かない（1985年、TBS） - 牧村稔 役
- 新鋭ドラマシリーズ / 渡り廊下でつかまえて（1986年、TBS） - 主演
- 水曜ドラマスペシャル（TBS）
  - しのび逢い（1986年）
- 金曜ドラマ / 深夜にようこそ 第3回（1986年、TBS） - 大沢英樹 役
- パパ合格ママは失格（1986年、日本テレビ） - 須山仁平 役
- 木曜ドラマストリート（フジテレビ）
  - 花嫁の賭け（1986年）
  - 夏休み特別企画 陽のあたる坂道（1986年）
- ナショナル木曜劇場 / 時にはいっしょに（1986年、フジテレビ） - 高杉信二 役
- どうぶつ通り夢ランド 第9話「ハートのサインが見えますか?」（1986年、テレビ朝日）
- 桃色学園都市宣言!! 曙橋みすずや学園（1987年、フジテレビ） - 風間竜也 役
- 赤ちゃんに乾杯!（1987年、TBS） - 安田晃 役
- 土曜ワイド劇場（テレビ朝日）
  - 船長シリーズ1（1988年3月5日）
  - 旅役者葵長五郎（1995年1月7日）
  - ホーム・スイートホーム（1995年12月23日）
  - 森村誠一の終着駅シリーズ6（1996年1月27日） - 櫛田潤一 役
  - 棟居刑事シリーズ3（1997年3月8日） - 水原智彦 役
  - 牟田刑事官事件ファイル25（1998年8月8日） - 今野和雄 役
  - おとり捜査官・北見志穂3（1999年11月6日） - 正岡則夫 役
  - 捜査検事・右近誠の殺人調書2（2000年12月9日）
  - 森村誠一の終着駅シリーズ14・砂漠の暗礁（2001年9月22日） - 吉富弘明 役
  - 日舞名門-家元相続殺人事件!（2002年5月4日） - 春上寿一 役
  - 刑事・村上緑子、警察官連続殺人（2003年3月8日） - 坂上刑事 役
  - ラーメン刑事「龍」の殺人推理4（2003年9月20日、朝日放送） - 北宮礼 役
  - 温泉若おかみの殺人推理13（2003年10月4日） - 川田雅彦 役
  - 神父・草場一平の推理1（2004年6月5日） - 岩淵謙介 役
  - おとり捜査官・北見志穂13・バスローブ連続殺人（2008年12月13日） - 元木和弘 役
- ドラマ23 / 不倫の恋日記 第1話（1988年、TBS）
- 月曜サスペンスシリーズ（関西テレビ）
  - 乱歩賞作家サスペンス / 天国への階段 キャスタースキャンダル（1988年5月16日、東映） - トオル 役
  - 現代推理サスペンス
    - 夢見る女刑事（1990年）
    - ブルーレディに熱い夢（1990年）
    - たそがれ色の微笑（1991年） - 宮島秀治 役

  - 恐怖配達人・小池真理子サスペンス / 団地（1992年）
  - 内海隆一郎・心の旅シリーズ / 波多町（なみだまち）前後編（1992年）
- 季節のなかの海岸物語（1988年、フジテレビ） - 純一 役
- 水曜グランドロマン（日本テレビ）
  - 赤いカニ（1989年）
- さすらい刑事旅情編 第10話「山手線から誘拐された美人OL」（1988年、テレビ朝日）
- 月曜・女のサスペンス / 文豪サスペンスシリーズ はばたきたい〜孤独な逃亡者〜（1988年、テレビ東京） - 主演
- おふくろシリーズ お・ふ・く・ろ・に、脱帽!!（1989年、フジテレビ） - 朝倉恭介 役
- 24時間テレビ 「愛は地球を救う」 叫んでも……聞こえない![208]（1989年、日本テレビ）
- 夢に見た日々（1989年、テレビ朝日） - 重彦 役
- 月曜ドラマスペシャル（TBS）
  - 突然炎の如く（1990年） - 青年 役
  - キャメラマン健吾の旅情事件簿（1993年）
  - 湯けむり仲居純情日記5（1995年） - 浜野日出男 役
  - タクシードライバー咲坂都 第1作（1996年） - 片瀬邦彦 役
- 男と女のミステリー（フジテレビ）
  - 死刑台のロープウェイ（1990年）
  - 坊ちゃん教授の事件簿 四国道後殺人事件（1997年）
- さすらい刑事旅情編III 第1話「裏切りの寝台特急北斗星・歪んだ愛情」（1990年、テレビ朝日）
- 里見浩太朗時代劇スペシャル 樅ノ木は残った（1990年、日本テレビ） - 宮本新八 役
- 金曜ドラマシアター（フジテレビ）
  - 悪女A・B（1991年）
- 本当にあった怖い話 第7話「死者からのプロポーズ」（1992年、テレビ朝日）
- 世にも奇妙な物語「電気じかけの幽霊」（1992年、フジテレビ） - 伊東亮 役
- 愛しの刑事（1992年 - 1993年、テレビ朝日） - 岡本シュン作刑事 役
- 土曜ドラマ（NHK総合）
  - 系列（1993年） - 岩田耕次 役
  - トップセールス 第3話（2008年） - 柴田の客 役
- てやんでえッ!!（1994年、フジテレビ）
- 御家人斬九郎 第2シリーズ 第1話「初春火の用心」（1997年、フジテレビ） - 俵屋忠太郎 役
- 恋のバカンス（1997年、日本テレビ） - 広瀬淳一 役
- あした天気に（1998年、NHK-BS2） - 岡村哲也 役
- 渡る世間は鬼ばかり（TBS）
  - 第4シリーズ（1998年 - 1999年） - 並木宗春 役
  - 第7シリーズ（2004年 - 2005年） - 竹村光介 役
- 女と愛とミステリー（テレビ東京）
  - 四つの終止符（2001年） - 樫村雄介 役
  - 西村京太郎トラベルサスペンス1-3（2003年 - 2004年） - 日下淳一刑事 役
- 木曜ミステリー / オヤジ探偵 第5話「娘が危ない！悪夢の誘拐監禁」（2001年、テレビ朝日） - 伊原清美 役
- 月曜ドラマシリーズ / 風子のラーメン（2003年、NHK総合） - 高野鋼三 役
- 月曜ミステリー劇場（TBS）
  - 税務調査官・窓際太郎の事件簿10（2003年） - 坂口正一 役
  - 作家桜田桃子の冒険3（2003年）
  - やとわれ女将 菊千代の事件簿3（2006年） - 新堂勝 役
- 金曜エンタテイメント（フジテレビ）
  - 日向夢子調停委員事件簿1（2003年） - 宇野雄幸 役
  - 仕置き代理人 鏡俊介の痛快事件簿（2005年）
  - 津軽海峡ミステリー航路5（2006年） ‐ 梶雅人 役
- 愛の劇場（TBS）
  - 銀座まんまんなか!（2003年） - 高村亮介 役
  - うちはステップファミリー（2005年） - 小山田雅臣 役
  - 結婚式へ行こう!（2006年 - 2007年、TBS） - 五十嵐亮介 役
- 相棒season2 第10話「殺意あり」（2003年、テレビ朝日） - 小林亘 役
- 金曜ナイトドラマ（テレビ朝日）
  - 霊感バスガイド事件簿 第6話（2004年） - 北島裕介 役
  - ミステリー民俗学者 八雲樹 最終話（2004年） - 八雲由彦 役
- 輝く湖にて（2004年11月13日、NHK総合）
- NHKスペシャル（NHK総合）
  - 21世紀日本の課題 司法大改革 あなたは人を裁けますか 第一夜（2005年2月12日）
  - ドラマ 感染爆発〜パンデミック・フルー（2008年1月12日）
- 7人の女弁護士 第8話「“氷の女検事”が隠した密室殺人トリック!?」（2006年、テレビ朝日） - 中野和彦 役
- 特集ドラマシリーズ / 介護エトワール（2006年、NHK総合） - 佐々木修医師 役
- 隣の女〜幽霊屋敷の殺人事件!?（2006年、TBS）
- 打姫オバカミーコ（2006年、MONDO TV）
- 水曜ミステリー9（テレビ東京）
  - 「さすらい署長 風間昭平8・あずさ・松本城殺人事件」（2008年） - 吉原雅也 役
  - 「旅行作家・茶屋次郎9・笛吹川連続殺人事件」（2011年） - 秋山悟 役
- 科捜研の女 第9シリーズ 第1話（2009年7月2日、テレビ朝日） - 玉木良一 役
- 月曜ゴールデン（TBS）
  - 世直し公務員ザ・公証人10（2012年2月27日） - 森口宗吾 役[209]
- あなたの知るかもしれない世界 第4回「遺産相続争いに巻き込まれたら」（2012年12月4日、フジテレビ）
- ほんとにあった怖い話 15周年スペシャル「タクシードライバーは語る」（2014年8月16日、フジテレビ） - 主演・中川行雄 役
- 金曜プレステージ（フジテレビ）
  - 潔癖クンの殺人ファイル（2014年9月26日・2015年6月19日・2017年6月23日） - 主演・相田亮平 役[210]
- 地獄先生ぬ〜べ〜（2014年、日本テレビ） - 覇鬼 役
- 早子先生、結婚するって本当ですか?（2016年、フジテレビ） - 月島遼一 役[211]
- 真昼の悪魔（2017年、東海テレビ） ‐ 竹居道明 役[212]

### テレビ時代劇
- 赤ひげ 第14話「虎落笛」（1973年、NHK） - 太郎 役
- 大河ドラマ（NHK）
  - 勝海舟（1974年） - 梶梅太郎 役 ※坂上しのぶ名義
  - おんな太閤記（1981年） - 石田佐吉（石田三成の幼少期） 役
  - 翔ぶが如く（1990年） - 大山巌 役
- 座頭市物語 第2話「子守唄に咲いた女郎花」（1974年、フジテレビ） - 太郎吉 役
- 伝七捕物帳 第31話「島から来た花嫁」（1974年、日本テレビ） - 島太郎 役
- 江戸の旋風（フジテレビ）
  - 同心部屋御用帳 江戸の旋風 第43話「おみよ観音」（1976年）
  - 同心部屋御用帳 江戸の旋風II 第29話「駆け出し同心観音」（1976年）
  - 同心部屋御用帳 江戸の旋風IV 第26話「さむらいの挽歌」（1979年） - 郷定彦 役
- 隠し目付参上 第6話「からくり三太はなぜ泣いたか」（1976年、毎日放送・三船プロ） - 健吉 役
- 破れ傘刀舟悪人狩り（NET・三船プロ）
  - 第77話「十二万石の命」（1976年） - 甚一 役
  - 第130話「地獄の王将」（1977年） - 清川新太郎 役
- 水戸黄門（TBS・C.A.L）
  - 第7部 第13話「泣くなわらしっこ・秋田」（1976年8月16日） - トコ 役
  - 第25部 第7話「真実探す娘の狂言・四日市」（1997年2月3日） - 新吉 役
  - 第38部 第15話「気弱亭主と気丈女房・飯田」（2008年4月28日） - 利助 役
  - 第40部 第3話「会津剣士、男の生きざま!・会津」（2009年8月10日） - 菅谷新八郎 役
- 江戸を斬るIII 第2話「狼たちの掟」（1977年、TBS） - 太吉 役
- 大江戸捜査網 第315話「明日なき殺しの報酬」（1977年、東京12チャンネル・三船プロ） - 速水慶二郎 役
- 年末時代劇スペシャル（日本テレビ）
  - 忠臣蔵（1985年） - 大石主税 役
  - 白虎隊（1986年） - 野村駒四郎 役
  - 田原坂（1987年） - 西郷菊次郎 役
  - 鶴姫伝奇 -興亡瀬戸内水軍-（1993年） - ましらの小平次 役
- 水曜グランドロマン（日本テレビ）
  - 女たちの百万石（1988年） - 細川忠隆 役
  - お市御寮人（1989年）
- TBS大型時代劇スペシャル（TBS）
  - 織田信長（1989年） - 織田信行 役
  - 平清盛（1992年） - 高倉天皇 役
- 火曜ビッグシアター / 時代劇スペシャル 田村正和 刀化粧（1989年、TBS）
- 女と男の忠臣蔵（1989年、テレビ朝日）
- お江戸捕物日記 照姫七変化 第4話「にせ小判を追え!」（1990年、フジテレビ / 東映）
- 痛快時代劇スペシャル 柳生武芸帳（1990年、日本テレビ） - 徳川家光 役
- 神谷玄次郎捕物控 第4話「疑惑」（1990年、関西テレビ）
- 名奉行 遠山の金さん 第3シリーズ 第27話「闇の上納金!遠山桜最後の勝負」（1991年、テレビ朝日 / 東映） - 徳川政之助 役
- また又・三匹が斬る!
  - 第5話「悪の華、散らせて見せます美保の関」（1991年、テレビ朝日） - 上野多聞 役
  - 第20話「献上の、茶壺に幽霊現れた!」（1991年、テレビ朝日） - 忠次郎 役
- 銭形平次 第1シリーズ 第5話「二匹の牝狐」（1991年、フジテレビ） - 正太 役
- 時代劇スペシャル ご存知!旗本退屈男VI（1991年、テレビ朝日）
- TBS創立40周年記念番組 橋田壽賀子スペシャル 源氏物語 上の巻・下の巻（1991年、TBS） - 柏木 役
- 腕におぼえあり2（1992年、NHK） - 佐吉 役
- 喧嘩屋右近 第1シリーズ 第1話「よろずもめごと買入れ候」（1992年10月、テレビ東京・松竹）
- 半七捕物帳 第2話「情け心が悪を討つ」（1992年、日本テレビ・ユニオン映画） - 清太郎 役
- はやぶさ新八御用帳（1993年、NHK）
- 暴れん坊将軍（テレビ朝日・東映）
  - 暴れん坊将軍V 第34話「潜入! いれずみ湯の風来坊」（1994年） - 平太 役
  - 暴れん坊将軍VI 第10話「おいらん高尾太夫の正夢」（1994年） - 松倉周防守 / 松次郎 役（二役）
- 戦国武士の有給休暇（1994年、NHK-BS2） - 島田良時 役
- 江戸の用心棒（日本テレビ）
  - 第1シリーズ 第14話「調子がよくてすねた奴」（1994年） - 銀太 役
  - 第2シリーズ 第2話「将軍吉宗の古証文」（1995年） - 矢七 役
- 豊臣秀吉 天下を獲る!（1995年、テレビ東京） - 豊臣秀次 役
- 将軍の隠密!影十八 第2話「張り込み・哀しき女の薄化粧」（1996年、テレビ朝日）
- 御家人斬九郎第2シリーズ 第1話スペシャル「初春火の用心」（1997年、フジテレビ） - 忠太郎 役
- 徳川の女〜家康の長女亀姫の闘い（1997年、テレビ東京） - 奥平信昌 役
- 加賀百万石〜母と子の戦国サバイバル（1999年、NHK） - 横山長知 役
- 熱血!周作がゆく 第2話「戯作者殺しの謎!?」（2000年、テレビ朝日）
- 大友宗麟〜心の王国を求めて（2004年、NHK） - 大友（大内）晴英 役
- 柳生十兵衛七番勝負 島原の乱 第5回（2006年、NHK） - 有馬左衛門佐 役

### 映画
- 恋の空中ぶらんこ（1976年） - 仁科タモツ 役
- ションベン・ライダー（1983年） - 辞書 役
- 月の夜 星の朝（1984年） - 坂本遼太郎 役
- 魔の刻（1985年） - 水尾深 役
- スケバン刑事（1987年） - 萩原和夫 役
- ダウンタウン・ヒーローズ（1987年） - 佐伯長一郎（チョピンスキー） 役
- グリーン・レクイエム（1988年） - 嶋村信彦 役
- クレイジーボーイズ（1988年） - 中里明（ギンジ） 役
- 極道の妻たち 三代目姐（1989年） - 荒木太 役
- 本気!（1991年） - 港川六助 役
- 就職戦線異状なし（1991年） - 北町雅則 役
- 江戸城大乱（1991年） - 徳川綱吉 役
- ものまね四天王 オリジナルムービー ひょうたん（1991年） - マコト 役
- 修羅の伝説（1992年） - 三浦繁俊 役
- ファンキー・モンキー・ティーチャー2 東京進攻大作戦（1992年） - 川上 役
- 課長島耕作（1992年） - 江口幹夫 役
- 民暴の帝王（1993年） - 青山忠彦 役
- 人間交差点（1993年） - 主演・健一 役
- 武闘の帝王（1993年） - 中原 役
- 億万長者になった男。（1994年） - 杉山明夫 役
- 1・2の三四郎（1995年） - 岩清水健太郎 役
- 風のかたみ（1996年） - 大伴次郎親信 役
- 北京原人 Who are you?（1997年） - 長崎 役
- サソリ 女囚701号（1998年） - 保坂優二 役
  - サソリ 殺す天使（1998年） - 保坂優二 役
- THE JUNK FOOD GENERATION（2000年） - 主演・ツトム 役（監督・脚本も兼任）
- Codename:TOMOKO〈TOMOKO もっとも危険な女〉（2000年） - 剣持敏夫 役
- 9-NINE/ナイン（2000年） - 武田 役
- パチスロひとり旅（2001年） - 主演・名波誠 役
- ホ・ギ・ラ・ラ（2002年） - MIYA 役
- 半次郎（2010年） - 村田新八 役
- シェアハウス（2011年）
- TOKYOデシベル（2017年） - 小林颯一郎 役（友情出演）

### オリジナルビデオ
- 大予言/復活の巨神（1992年） - 草野謙介 役
- 修羅の雀士ナルミ2（1993年） - 主演・ナルミ 役
- 天界戦士ファンタジー伝説<レムリアの陰謀>（1994年頃、小佐内直哉監督） - 主演・タケル 役[213]
- ガスコップ（1995年） - 主演
- ドサ健 麻雀地獄（2000年） - 主演・ドサ健 役
- 新 麻雀放浪記3 死闘編（2000年）
- 侠道1 - 6（2000年-2001年）
- 実録・日本やくざ列伝 義戦（昇竜編・昇華編）（2001年）全2作
- 真・雀鬼12 卓上の反逆者たち（2002年） - 紙崎 役
- 梁山泊 ファミリー（2003年）

### アニメ映画
- リクはよわくない（2021年） - 「ぼく」のお父さん 役（原作者も兼任）

### 吹き替え
- ル・ジタン
- 捜査官ジーナ - カイル・ティムラー 役（スティーヴン・ウェバー）
- 大草原の小さな家 - アルバート 役（マシュー・ラボートー）
- デッドリー・フレンド - ポール・コンウェイ 役（マシュー・ラボートー）
- トランセンデンス - PINNの声（劇場上映時のみ）
- ブロブ/宇宙からの不明物体 - ブライアン・フラッグ 役（ケヴィン・ディロン）
- ヤングライダーズ - キッド 役（タイ・ミラー）
- アングリーバード（2016年） - レッド 役[214]
  - アングリーバード2（2020年） - レッド 役[215]

### ラジオ
- 坂上忍 オレの地平線（1984年 、文化放送）
- ラジオDE ME HER 坂上忍のTOKYOバッドボーイクラブ（1985年 - 1986年、文化放送、毎週月曜日）
- はしゃいで○○大放送（1986年 - 1987年、ラジオたんぱ、毎週月曜日）[3]

### ラジオドラマ
- カフェテラスのふたり / なんて素敵にジャパネスク（1987年1月6日 - 1月17日（全10回）、NHK-FM） - 高彬 役
- アドベンチャー・ロード / インベーダー・サマー（1987年6月22日 - 7月3日、NHK-FM） - 主演・片桐 役
- サウンド夢工房 / ガール・ミーツ・ボーイ（1990年5月7日 - 11日、NHK-FM）
- 青春アドベンチャー / 超能力はワインの香り（1992年7月20日 - 31日、NHK-FM）
- FMシアター（NHK-FM）[216]
  - 心にナイフをしのばせて（2010年1月23日）
  - キャパになれなかったカメラマン〜ベトナム戦争の語り部たち（2010年9月11日・9月18日） - 主演

### 舞台
- スーパー・ロック・ミュージカル<MONKEY>（1986年1月、サンシャイン劇場、脚本・演出：奈良橋陽子、アートアドバイザー：坂東玉三郎、作曲：タケカワユキヒデ、詞協力：谷川俊太郎） - 主演・孫悟空
- イマジンミュージカル[217]
  - バャリースMUSICAL「タッチ」（1987年3月 - 4月、日本青年館ホール他） - 主演・上杉達也・和也 役
    - ミュージカルタッチ（1988年5月、中野サンプラザ） - 主演・上杉達也・和也 役

  - スーパーミュージカル「源氏物語」（1993年11月8日 - 12月16日、芝メルパルクホール他、脚本・演出：村井秀安） - 主演・光源氏 役
  - スーパーミュージカル「義経と弁慶」（1997年） - 主演・源義経 役
- 乾いて候（1989年8月3日 - 8月27日、大阪新歌舞伎座） - 弟 役
- スヌーピー!!!ザ・ミュージカル（2001年） - チャーリー・ブラウン 役

### CM
- ホワイトプラス 宅配ネットクリーニングのリネット（2014年4月 - ）[218]
- サントリー食品インターナショナル BOSSコーヒー「宇宙人ジョーンズの地球調査シリーズ」（2014年9月 - ）
- マルハニチロ 冷凍食品「新中華街」（2014年10月 - ）[219]
- PR TIMES「時代に合わせるより時代を変えよう」（2015年） - WEBCM[220]
- BuySell Technologies スピード買取.jp（2016年11月 - ）[221][222][223]
- サイバーセキュリティクラウド「攻撃遮断くん」（2018年） - タクシーCM、WEBCM[224]
- レティシアン モグワンドッグフード（2024年4月 - ）

## 作品

### 映画
※ 特記がない限りは、監督を担当。
- 30 -thirty-（1997年）
- THE JUNK FOOD GENERATION（2000年）
- John and Jane Doe（2004年）
- 女殺油地獄（2009年）

### TVドラマ
※ 特記がない限りは、監督を担当。
- デジドラ・ワンシーン 第5週（1998年、テレビ東京）

### 携帯ドラマ
※ 特記がない限りは、監督を担当。
- 恋愛約束（2008年、ケータイドラマ）

### 舞台
- Re:verse+～あの瞬間に戻れたら～（脚本・演出）
- マザーフッカー（脚本・演出）

## ディスコグラフィー

### シングル
| A面                           | B面                                                 | 発売年月日     | レーベル       | 規格品番  | 備考 |
| ----------------------------- | --------------------------------------------------- | -------------- | -------------- | --------- | --- |
| 小学一年生                    | じゃまするぞ!                                       | 1973年         | コロムビア     | SCS-212   | 松村みゆきとデュエット |
| イルカ音頭                    | イルカのソナタ                                      | 1975年         | コロムビア     | SCS-261   | 沖縄海洋博記念ソング イルカファミリーコーラス名義 |
| ブギウギしーちゃん            | おやじはつらいよ                                    | 1977年         | コロムビア     | SCS-364   | 『おはよう!こどもショー』から A面は坂上忍&しーちゃんブギ・ウギバンド名義                                                                                                |
| BIG1／王貞治                  | みてくれ!ビッグ ワン                                | 1977年         | キングレコード | TV(H)-35  | 王貞治応援歌 |
| J.D.BOY                       | 君をリアルに感じて                                  | 1984年5月21日  | CBS・ソニー    | 07SH-1508 | オリコン50位、35260枚 作詞：大津あきら、作曲・編曲：後藤次利 |
| さよならマンディ              | 彷徨の時                                            | 1984年9月1日   | CBS・ソニー    | 07SH-1541 | オリコン39位、24590枚 作詞：大津あきら、作曲・編曲：後藤次利 |
| MIDNIGHT DANCE （Rebel Yell） | DANCE NO YORU NI AI O KAWASOU （Careless Memories） | 1985年1月21日  | CBS・ソニー    | 12AH-1827 | オリコン60位、9270枚 作詞・作曲：B.アイドル、S.スティーブンス、日本語詞：坂上忍、編曲：武部聡志 A面:ビリー・アイドルのカバー／B面:デュラン・デュランのカバー 12インチ盤 |
| 悲しみのモノクローム          | LONG HOT SUMMER                                     | 1985年5月22日  | CBS・ソニー    | 07SH-1628 | オリコン61位、7740枚 作詞・作曲：NOBODY、編曲：船山基紀 NOBODYは後に「モノクロームの夏」というタイトルでセルフカバーしている                                            |
| 18's Shadow                   | I'm Not Down                                        | 1985年11月21日 | CBS・ソニー    | 07SH-1696 | オリコン82位、2180枚 作詞・作曲：森山達也（THE MODS）、編曲：中村哲 |
| O・Z・O・N・E                 | LONELY TONIGHT                                      | 1986年7月21日  | CBS・ソニー    | 07SH-1795 | オリコン100位圏外 作詞・作曲：坂上忍、編曲：坂上忍 with OZONE 「GAME KING 高橋名人VS毛利名人 激突!大決戦」挿入歌                                                        |

### アルバム
| タイトル             | 発売年 | レーベル    | 規格品番  |
| -------------------- | ------ | ----------- | --------- |
| DRAMATIC 1ST SHINOBU | 1984年 | CBS・ソニー | 28AH-1740 |
| CHECK IN             | 1984年 | CBS・ソニー | 25AH-1798 |
| SUMMER STORM         | 1985年 | CBS・ソニー | 28AH-1898 |
| TURN THE TIDE        | 1986年 | CBS・ソニー | 28AH-2072 |

## 書籍

### 著書
- エッセイ集『地球に落ちてしまった忍』（1984年、小学館）ISBN 978-4093632218
- エッセイ集『ひとりごと』（1996年、文藝書房）ISBN 978-4938791162
- 小説『みのつく女』（1996年、文藝書房）ISBN 978-4938791612
- オリジナルシナリオ『男が優しく眠る時』（1997年、文藝書房）ISBN 978-4938791322
- オリジナルシナリオ『こんな女に殺られてみたい』（1997年、文藝書房）ISBN 978-4938791377
- 小説『水の中の少女』（1997年、扶桑社）ISBN 978-4594022624
- 小説『電話魔』（1998年、双葉社）ISBN 978-4575233544
- 麻雀指南書『勝率八割の極意─坂上忍の麻雀兵法』（1998年、ポケットブック社）[225] ISBN 978-4341141394
- エッセイ集『偽悪のすすめ 嫌われることが怖くなくなる生き方』（2014年、講談社）ISBN 978-4062728294
- エッセイ集『本質論。Vol.1　〜坂上さん、愛情っていったい何なんですか？編〜<本質論>（カドカワ・ミニッツブック）  Kindle版』（2014年、KADOKAWA / 角川マガジンズ）
- エッセイ集『力を引き出すヒント 「9個のダメ出し、1個の褒め言葉」が効く!』（2015年、東邦出版） ISBN 978-4809412943
- 愛犬写真集『パグゾウくんとシノブくん。』（2015年、講談社）ISBN 978-4062194549
- エッセイ集『坂上忍の女の人生めった斬り!! 激辛お悩み相談室』（2016年、エムオン・エンタテインメント）ISBN 978-4789736725
- エッセイ集 雑誌連載再編集『スジ論』（2016年、新潮新書）ISBN 978-4106106903
- カレンダー『日めくり まいにちパグゾウ』（2016年10月、講談社）ISBN 978-4062203135
- エッセイ集 雑誌連載再編集『おまえの代わりなんていくらだっている ――覚悟の仕事論』（2018年3月、新潮社）ISBN 978-4106107573
- 絵本『リクはよわくない』（2020年、インプレス）ISBN 978-4-29500-864-4

### 雑誌連載
- 「BUBKA」エッセイ「ギャンブル、女に仕事 漢の徒然記 坂上忍ろくでなし日記」（コアマガジン、現在は白夜書房刊）[23]
- 「EX大衆」酒と博打と女と忍（2014年 - 、双葉社）
- 「an・an」あなたがいいならそれでいいけど（マガジンハウス）
- 「パチンコオリジナル必勝法」坂上忍のギャンブル人生相談・負けてもともと（辰巳出版）
- 「週刊新潮」（2015年 - 、新潮社）

## 受賞歴
- 第1回 エレクトロラックス・ベストクリーニスト賞（2014年）[226]
- ベストスマイル・オブ・ザ・イヤー（2014年）[227]
- GQ MEN OF THE YEAR 2014（2014年）[228]